# Szekler
| Szekler (Székelyek) | Szekler (Székelyek) |
| ------------------- | --- |
| Gesamtbevölkerung   | ca. 670.000 (2002) |
| Siedlungsgebiete    | Rumänien (in den Kreisen Mureș, Harghita und Covasna, aber auch in der Umgebung von Turda), Ungarn (megyék/Komitate Tolna und Baranya) |
| Sprache             | Szekler-Dialekt der ungarischen Sprache                                                                                                |
| Religion            | christlich (römisch-katholisch, calvinistisch und unitarisch)                                                                          |

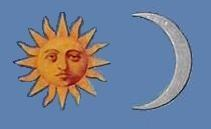
Die historische Szeklerflagge

Szekler-Flagge, die vom Szekler-Nationalrat erstellt wurde

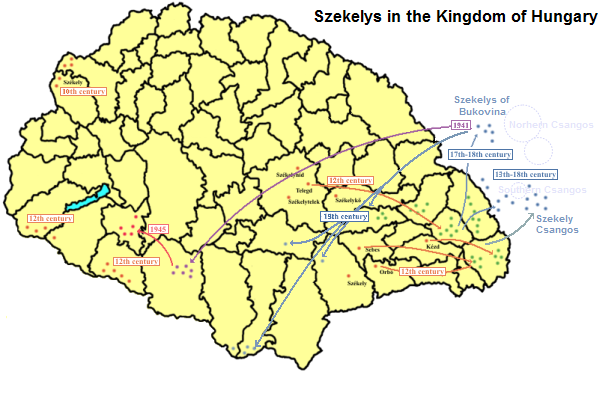
Die Wanderungen der Szekler

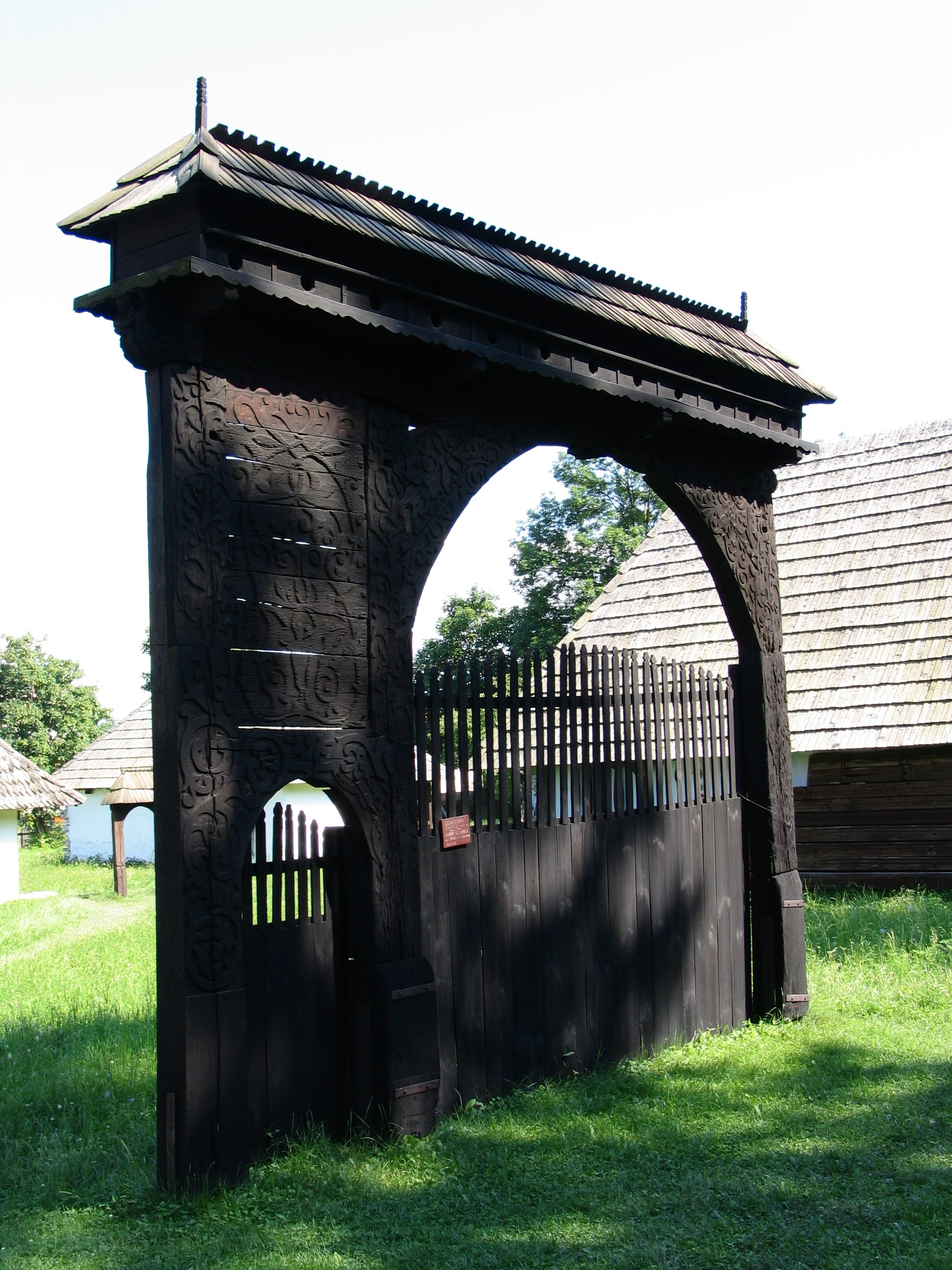
Eines der typischen holzgeschnitzten Szeklertore

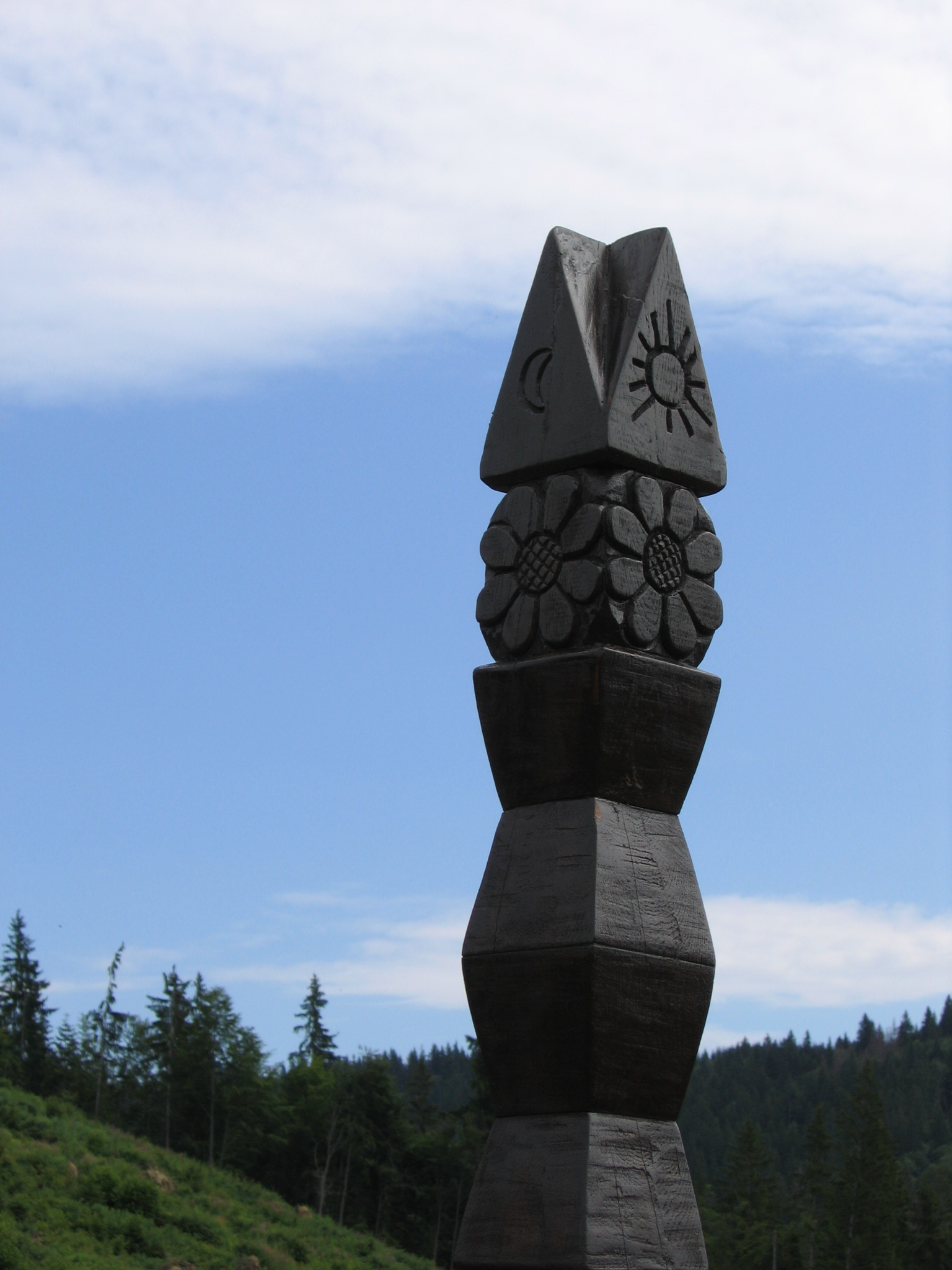
Erinnerungssäule der Szekler

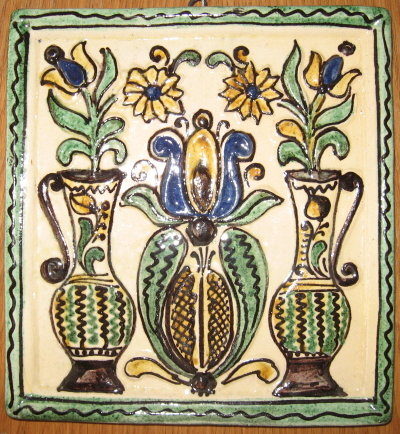
Szeklerkeramik aus Corund (Korond)

Die Szekler [ˈseːk-] oder Székler, selten auch Sekler (ungarisch Singular székely, Plural székelyek; rumänisch Singular secui, Plural secui; lateinisch siculi), sind eine den ungarischen Szekler-Dialekt sprechende Bevölkerungsgruppe im Osten Siebenbürgens im Zentrum Rumäniens. 2002 lebten auf dem Boden des historischen Szeklerlandes rund 670.000 Ungarn – die meisten davon Szekler – und circa 407.000 Rumänen sowie Mitglieder verschiedener Minderheiten wie beispielsweise Roma, Juden, Deutsche und Armenier.

## Bezeichnung
Die in der deutschsprachigen Fach- und Populärliteratur am häufigsten verwendete Bezeichnung der Volksgruppe lautet „Szekler“. Außerdem ist auch die Form „Székler“ in Gebrauch, bei der die Ableitung vom ungarischen Substantiv szék (‚Stuhl’, hier in der Bedeutung ‚Stuhlbezirk’, siehe unten) unterstrichen wird. Vereinzelt ist auch die stärker eingedeutschte Form „Sekler“ anzutreffen.

## Geschichte
Die Herkunft der Szekler ist nicht geklärt. Theorien über eine awarische, hunnische oder gepidische  Herkunft werden seit Jahrzehnten von Seiten der Wissenschaft als ahistorisch angesehen. Einige Forscher halten die türkischstämmigen Petschenegen, Kumanen, Baschkiren oder Wolgabulgaren für Vorfahren der Szekler, die in der Gefolgschaft der Magyaren sprachlich assimiliert wurden, andere halten sie aufgrund genetischer Studien für eine ursprünglich iranische Ethnie.
In historischen Quellen taucht der Begriff Siculi erstmals im Jahre 1116 auf.
Die Szekler sind nach ihrer Umsiedlung aus dem westlichen und südlichen Siebenbürgen ins zentrale und östliche Siebenbürgen eher von einer Rechtsgemeinschaft im mittelalterlichen Sinne zu einer spezifischen magyarischen ethnographischen Gruppe umgeformt worden. In den Aufgeboten der ungarischen Könige und siebenbürgischen Fürsten sind Szeklerkontingente seit dem späten Mittelalter vertreten. Auch in den Armeen der walachischen und moldauischen Fürsten waren häufig Szekler dabei, sogar in der Armee von Mihai Viteazul (Vitéz Mihály) kämpften Szekler gegen den ungarischen Adligen Andreas Báthory.
Zwischen dem 12./13. Jahrhundert und 1867 besaß die territorialgebundene Rechtsgemeinschaft der Szekler eine mit den Siebenbürger Sachsen vergleichbare innere Autonomie in vielen Lebensbereichen. Bis ins frühe 18. Jahrhundert fungierten sie in den ihnen zugewiesenen Teilen des Königreichs Ungarn als „Grenzwächter“. Bis ins späte 18. Jahrhundert besaßen die Szekler ein eigenes Rechtssystem, das sich vom ungarischen unterschied.
Eine Gruppe der Szekler lebt auch in der Umgebung der Stadt Turda, die vom restlichen Szeklerland isoliert liegt. Hier befand sich im Mittelalter der Szeklerbezirk (Stuhlbezirk bzw. hier Szeklerstuhl) Aranyosszék. Noch heute leben hier 10.000 bis 15.000 Szekler.

## Sprache
Die ungarische Sprache setzte sich bis zum Hochmittelalter im Karpatenbecken gegenüber den anderen Sprachgruppen durch. Die Szekler sprechen einen eigenen Dialekt innerhalb der ungarischen Sprache mit einem höheren Anteil turksprachiger Begriffe als in den Dialekten Ungarns.

## Identität
Da die Szekler als Grenzwächter des ungarischen Gyepűsystems seit dem Mittelalter über vom ungarischen König garantierte Privilegien verfügten, betonten sie stets ihre eigene Szekler-Identität. Sie waren neben dem magyarischen Adel und den Siebenbürger Sachsen eine der drei konstituierenden Nationen Siebenbürgens im späten Mittelalter (Unio Trium Nationum von 1438). Seit dem 19. Jahrhundert und dem „nationalen Erwachen“ der Magyaren begannen die Szekler, sich als Teil des Magyarentums zu sehen.
Nach dem Ersten Weltkrieg wurden im Friedensvertrag von Trianon Siebenbürgen und das Partium – einschließlich des gesamten Siedlungsgebietes der Szekler (Szeklerland) – von Ungarn an Rumänien abgetreten. In Rumänien besteht heute die Möglichkeit, bei Volkszählungen als Nationalität nicht nur „magyarisch“ (rum. maghiar), sondern auch „Szekler“ (rum. secui) anzugeben.

## Lage
Das Szeklerland war in sieben „Stuhlbezirke“ oder „Stühle“, also Kantone, eingeteilt: Marosszék, Aranyosszék, Csíkszék, Udvarhelyszék und die drei Stühle von Háromszék (‚Drei Stühle‘), nämlich Kézdiszék, Orbaíszék und Sepsiszék – sowie fünf „Unterstühle“ – Gyergyó und Kászon in Csík, Keresztúr und Bardóc in Udvarhely, Miklósvár in Háromszék. Die Szekler sind zum Teil römisch-katholischer (Csík mit Gyergyó und Kászon, nördliche Teile von Udvarhely und Kézdiszék), calvinistischer (Marosszék, Orbaíszék, Teile von Aranyosszék, Udvarhelyszék, Háromszék) sowie unitarischer Konfession (Udvarhely, Sepsi, Aranyosszék).
Seit dem 18. Jahrhundert wanderten Szekler in größerer Zahl in die Moldau (Tschango), nach Bukarest, Klausenburg und Budapest aus.
1867 verlor Siebenbürgen seine innere Autonomie und wurde erneut integraler Teil des Königreichs Ungarn – innerhalb der k.u.k. Doppelmonarchie.
Für seine Teilnahme am Ersten Weltkrieg hatte Rumänien in den anschließenden Friedensverhandlungen gefordert, Siebenbürgen – und mit ihm das Szeklerland – vom bisherigen Ungarn zu trennen und seinem eigenen Staatsgebiet zuzuschlagen. Dem wurde durch den Vertrag von Trianon 1920 entsprochen. Die nun einsetzende Rumänisierungspolitik führte unter anderem zur Ansiedlung einer nennenswerten Zahl von Rumänen; in kleiner Anzahl hatten sich Rumänen jedoch schon seit dem 17. Jahrhundert im Szeklerland angesiedelt.
Nach dem Zweiten Wiener Schiedsspruch vom 30. August 1940 wurde das Szeklerland als Teil Nordsiebenbürgen wieder Teil Ungarns, doch bereits 1944 eroberte die sowjetische Rote Armee und in ihrem Gefolge die rumänische Armee das Land zurück.

## Bekannte  Vertreter
- György Dózsa, Anführer eines Bauernaufstandes
- Sándor Kőrösi Csoma, Forschungsreisender
- Tivadar Puskás, Erfinder
- Sándor Kányádi, Dichter und Übersetzer
- Sámuel Kálnoky, Kanzler in Siebenbürgen
- Szidónia Lázárné-Vajda, Schachmeisterin
- Ecaterina Szabó, Turnerin
- Albert-László Barabási, Physiker
- Áron Gábor, Artillerieoffizier in der ungarischen Revolution von 1848/1849

## Populärkultur
Der irische Romancier Bram Stoker machte in seinem Vampirroman Dracula den Grafen und dessen Familie zu Herren und Militärführern der Szekler. In einem Monolog im dritten Kapitel lässt er Graf Dracula über die Landesgeschichte und seine Vorfahren sprechen: „Wir Szekler haben ein Recht stolz zu sein, denn in unseren Adern fließt das Blut so mancher tapferen Völker, die wie Löwen um die Herrschaft stritten.“ Und weiter heißt es: „… die Szekler und die Draculas – ihr Herzblut, ihr Gehirn, ihr Schwert – können sich einer Vergangenheit rühmen, wie keines der Emporkömmlingsgeschlechter der Romanows oder Habsburger.“